# Leonel da Silva Araújo
Leonel da Silva Araújo (Díli, 5 de julho de 1986) é um futebolista timorense. Atualmente, atua como guarda-redes da Seleção Timorense de Futebol.